# Шуль, Василий
Василий Григорьевич Шульгин (псевдоним Шуль; 19 мая 1896, деревня Дёмино, Вологодская губерния — 17 февраля 1958, Котлас, Архангельская область) — советский цирковой артист.

## Биография
Родился в деревне Дёмино Сольвычегодского уезда Вологодской губернии (ныне Вилегодского района Архангельской области) в многодетной семье (15 детей), в семье был пятым ребёнком. Работать начал с 10 лет — в поле, на огороде, пастухом. Окончил 3 класса церковно-приходской школы. Позднее говорил: «Я с детства чувствовал в себе некоторую силу. Когда я слушал сказки о богатырях, мною овладела мечта стать таким же сильным, как они». Когда семья переехала в Кушву (Свердловская область), Василий и его братья увлеклись поднятием тяжестей. Летом и зимой, даже в сорокаградусный мороз, Василий обливался холодной водой, и тогда он был уже замечательным силачом.
В 1918 году Василий записался добровольцем в один из красногвардейских отрядов. В дивизии скоро все узнали о необыкновенной силе бойца, и многие приходили посмотреть на его тренировки и выступления. Вот некоторые номера. На грудь атлета ставили наковальню и ударяли по ней молотами, имитируя процесс ковки. В положении «французский мост» на грудь атлета несколько человек поднимали огромный камень, затем разбивали его кувалдами.
Чуть позже Василий Шуль стал атлетом государственного цирка. Однажды Василий боролся со знаменитым Иваном Поддубным. Ему было 25 лет, а Поддубному около 50. Молодой атлет продержался только 5 минут. Звёздный час пришёл к нему на арене новосибирского цирка. Через дощатую тяжёлую платформу, положенную на грудь атлета, прошли две роты солдат, проскакали два эскадрона кавалерии, проехали 12 легковых автомашин и три трёхдюймовые пушки.
В 1927 году Василий вернулся в родные места, жил в Котласе. На улице Орджоникидзе был построен дом, а Василий собственными руками изготовил всю мебель.
Почти за 30 лет артистической карьеры атлет дал более четырёх с половиной тысяч выступлений. Газеты называли его «Северный богатырь», «Северный Спартак», «Северный лев».
Шуль за годы Великой Отечественной войны перечислил в Фонд обороны более 200 тысяч рублей, а сам всегда жил скромно. Умер он 17 февраля 1958 года и похоронен на кладбище «Макариха», в нескольких метрах от остановки «Гвардейская». В Котласе и других городах у Василия Григорьевича остались ученики по спортивной атлетике.